# 彩木香里
彩木 香里（さいき かほり、1970年3月25日 - ）は、日本の女性声優、ナレーター。愛媛県出身。ヘリンボーン所属および、ものがたりグループ☆ポランの会主宰。

## 来歴
以前はぷろだくしょんバオバブに所属していた。

## 人物
特技は歌唱（ジャズ）、水泳。趣味は写真撮影、散歩。方言は関西弁。

## 出演

### テレビアニメ
1999年
- KAIKANフレーズ（エリ）
- 名探偵コナン（1999年 - 2013年、春川加菜子、扇千尋、梶山奈美恵）

2000年
- 風まかせ月影蘭

2001年
- X -エックス-（蒼氷、ヒロシ）
- サイボーグ009 THE CYBORG SOLDIER（キャシー）
- 爆転シュート ベイブレード（サンチャゴ、少年A、放送の声）

2003年
- TEXHNOLYZE（情婦）
- 無限戦記ポトリス（トルーパーB、母親ポトリス）

2010年
- しまじろう ヘソカ

### 劇場アニメ
- 音響生命体ノイズマン（1997年、マシーン）

### OVA
- 同窓会 Yesterday Once More（1997年、近所のおばさん）

### ゲーム
- 70年代風ロボットアニメ ゲッP-X（1999年、手塚摩耶）
- 電車でGO!旅情編（2002年、白石葉子）
- テイルズ オブ ハーツ（2008年、エカイユ）
- テイルズ オブ ハーツ R（2013年、エカイユ[7]）

### ドラマCD
- 幻想魔伝最遊記（1999年、八百屋）

### 吹き替え

#### 映画
- あの頃ペニー・レインと
- アビス ※ビデオ版
- イブラヒムおじさんとコーランの花たち（モモ）
- インデペンデンス・デイ（エレノア・クリフト）※テレビ朝日版（日本語吹替完全版Blu-rayBOX収録）
- ウィンブルドン
- オクトパス ※テレビ朝日版
- カサブランカ ※テレビ東京版
- キングコング ※テレビ朝日新録版
- グラスハウス
- 狂っちゃいないぜ（ジュリー・クラベス〈スター・ジャスパー〉）
- クロスゲージ
- コン・エアー ※テレビ朝日版
- ジェイソン
- シュリ※ビデオ版
- スリー・キングス ※フジテレビ版
- ダーク・ブルー
- タッチ・オブ・スパイス（少年時代のファニス〈マルコス・オッセ〉）
- ドーベルマン
- ドラゴン電光石火'98
- ノック・オフ ※ビデオ版
- ノーマンズ・ランド ※テレビ東京版
- 8mm
- ヒート ※テレビ朝日版
- ビューティフル・ピープル
- プリティ・イン・ピンク/恋人たちの街角（ジェナ〈アレクサ・ケニン〉）
- ブレア・ウィッチ・プロジェクト
- ブロークン・アロー ※日本テレビ版
- プロポーズ※テレビ朝日版
- フロム・ヘル（ダーク・アニー・チャップマン〈カトリン・カートリッジ〉）※ビデオ版
- ボディ・バンク
- ホーム・アローン3 ※ソフト版
- マーシャル・ロー
- 名誉と栄光のためでなく（アイシャ（クラウディア・カルディナーレ））
- ミミック ※ビデオ版
- ランド・オブ・ザ・デッド（スラック）

#### アニメ
- ウェイキング・ライフ（1997年、ベッドの女）
- アイアン・ジャイアント（2000年）

### ナレーション
- ムービークリック 映画案内
- さあ、日本を見よう!
- 地上波 SPOT
- スッキリ!!
  - 勘違いだらけの○○
  - 運命セラピー
- おもいッきりテレビ「きょうは何の日」
- 万発・ヤングのわかってもらえるさ（パチ・スロ サイトセブンTV・エンタメ〜テレ☆シネドラバラエティ、2012年1月 - ）
- beポンキッキーズ総合ナレーション[6]
- NHK広報ナレーション[6]